# 大浦理子
 大浦 理子 （おおうら みちこ、1969年7月7日 - ）は、関西で活動しているフリーアナウンサーである。昭和プロダクション所属。

## 人物・エピソード
武庫川女子大学在学中の1989年に、今宮戎神社の準ミス福娘に選ばれる。
おはよう朝日ですのリポーターとして、芸能活動を開始。1991年、『ズームイン!!朝!』の天気コーナー担当。
生田教室出身。
武庫川女子大学卒業後、テレビ金沢に入社。アナウンサーとして活動。1995年3月退社し、フリーになる。
2008年春より、KBSテレビで17年以上続いた『田渕岩夫の得ダネ!てれび』（前身番組含む）の後続番組として始まった『ぽじポジたまご』の司会に抜擢される。
一時期、「小峰早織」名義で活動していた。
阪神ファン。
姉がいる。子供はいない。
20年前より体重が10キロ増えた（2015年10月時点）。
学生時代はイトマンスイミングスクールで競泳選手。

## 出演番組

### テレビ
- おうちdeショッピング（KCNファミリーチャンネル）

### ラジオ
- ラジオが大好き（OBCラジオ）

#### 過去
- テレビ金沢昼Nワイド（テレビ金沢）
- ニュースパーク関西（NHK総合テレビ大阪放送局）
- きょうの健康（NHK）
- ちちんぷいぷい（MBSテレビ）
- おはよう朝日です（ABCテレビ）
- おはようコールABC（ABCテレビ）
- ズームイン!!朝!（読売テレビ） - ローカルパートの天気コーナー担当。
- ニューススクランブル（読売テレビ）
- ウィークリー経済 関西BIG☆BANG（テレビ大阪）
- らぶかん（サンテレビ）
- 熱血!タイガース党（サンテレビ）
- ひょうごトピックス（サンテレビ）
- 大和の風に誘われて（奈良テレビ）
- e-ターミナル 滋賀経済最前線（びわ湖放送）
- ぜっぴん!!（奈良テレビ）
- お家ジムで健康美人（スカイ・エー）
- ぽじポジたまご （KBS京都）

他多数

### ラジオ

#### 過去
- ひょうごフリータイム（ラジオ関西）

以下はいずれも、MBSラジオの番組。
- 加藤ヒロユキ 音楽のソムリエ・アシスタント（2008年4月 - 2014年3月）
  - 加藤ヒロユキ 週末のソムリエ・アシスタント（『音楽のソムリエ』からの派生番組、2009年4月 - 2010年4月3日）
- 子守康範 朝からてんコモリ!金曜アシスタント（2010年4月2日 - 2011年4月1日）